# Неббиа, Чезаре
Чезаре Неббиа (итал. Cesare Nebbia (Nèbula) ок. 1536, Орвието — 1614) — итальянский живописец периода маньеризма.
Чезаре Ноббиа родился в семье мелкопоместного дворянина Томмазо из Орвието. В 1555 году в этом же городе он встретил своего будущего учителя, Джироламо Муциано, с которым сотрудничал большую часть своей творческой жизни. Они вместе писали алтарные картины для собора в Орвието, который в то время подвергался реконструкции. Сохранившиеся работы этого периода хранятся в Музее Собора (Museo del Duomo).
С 1562 года Неббиа и Муциано работали в Риме. В 1569 году Неббиа был среди художников, выполнявших росписи на Вилле д’Эсте в Тиволи. В 1573 году он вернулся в Умбрию, работал в соборе Перуджи. Возможно, что в те же годы он возвращался к работам в соборе Орвието.
В 1573 году Чезаре Неббиа было поручено выполнить некую «историетту» для церкви Святой Кристины в Больсене. В 1574 году Неббиа написал алтарь Распятия и фрески для одноимённой капеллы для собора Орвието. В 1574—1575 годах он по просьбе Муциано поехал в Лорето, чтобы расписать капеллу Санта Каза.
В годы понтификата Папы Григория XIII (1572—1585) вместе с Джованни Геррой, другим помощником Муциано, Чезаре Неббиа расписывал григорианскую капеллу в базилике Святого Петра (1578—1582). Другими художниками-маньеристами, которые участвовали в этом предприятии, были Таддео и Федерико Цуккаро, Никколо Чирчиньяни и Хендрик ван ден Брок (известный как Арриго Фьямминго). Неббиа писал фрески в залах Фокони в Ватикане (1578—1580). В Галерее географических карт Ватикана он отвечал за выполнение всех рисунков, которые затем были использованы для написания фресок другими художниками (1581—1583).
Понтификат Сикста V (1585—1590) был временем наиболее активной работы Чезаре Неббиа. Вместе с Джованни Герра он организовал содружество художников, работавших над основными художественными проектами того периода: циклы росписей Сикстинской капеллы в базилике Санта-Мария-Маджоре (1586—1587), росписи Скала Санта и Лоджии Благословения (Loggia dellе Benedizioni) базилики Сан-Джованни-ин-Латерано (1587—1588), Латеранского дворца (1587—1590), Ватиканской библиотеки (1588—89), виллы Перетти Монтальто (1588—1590; здание не сохранилось), Квиринальского дворца (1590; росписи не сохранились), для которого Неббиа выполнил многочисленные рисунки, которые затем использовали другие живописцы. Неббиа сделал рисунки образов евангелистов Матфея и Марка для мозаик парусов средокрестия собора Святого Петра и многое другое.
Чезаре Неббиа оставался в Ломбардии до 1605 года, выполняя самые разные заказы. В 1597 году его избрали президентом Академии Святого Луки в Риме.
Неббиа был не только живописцем, но и оригинальным поэтом своего времени. Он является автором поэм «О совершенстве живописи» (Dell’Eccellenza della Pittura), «Видение Чезаре Неббиа» (Visione di Cesare Nebbii, 1594), посвящённой святому Карло Борромео, а также сборника «Сочинение старика, моральные сонеты Чезаре Неббиа, городского художника из Орвието» (La compunzione del vecchio, sonetti morali di Cesare Nebia pittore cittadino orvietano; 1620)), посвящённого Алессандро Чезарини, в котором он называл себя старым и больным. Неббиа был дружен с литератором Пьетро Мартире Романи, доктором богословия и монахом-доминиканцем, который в 1618 году посвятил ему сонет, а в своей книге «Пенталитология» (Pentalitologia;1622), или «Проза пяти различных стилей» писал о «христианской поэзии» и образе истинного художника, преданного строгому «контрреформаторскому видению живописи».
Возможно, что художник Джироламо Неббиа, который неоднократно помогал Чезаре, был его племянником, сыном его брата Винченцо, крестившегося в соборе Орвието 2 декабря 1579 года. У самого Чезаре, вероятно, не было детей и наследников.

## Галерея

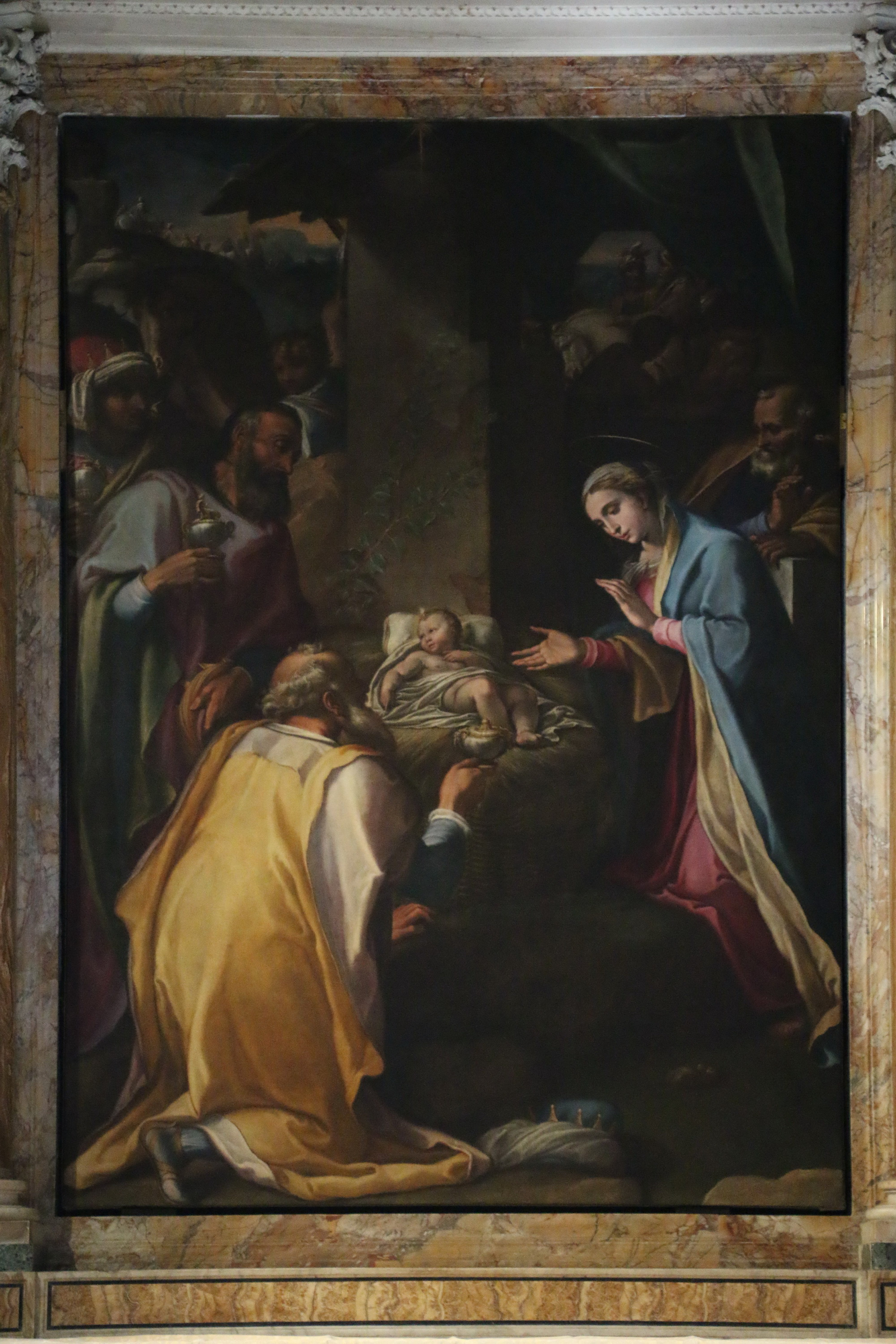
Поклонение волхвов. Церковь Санта-Мария-ин-Валичелла, Рим
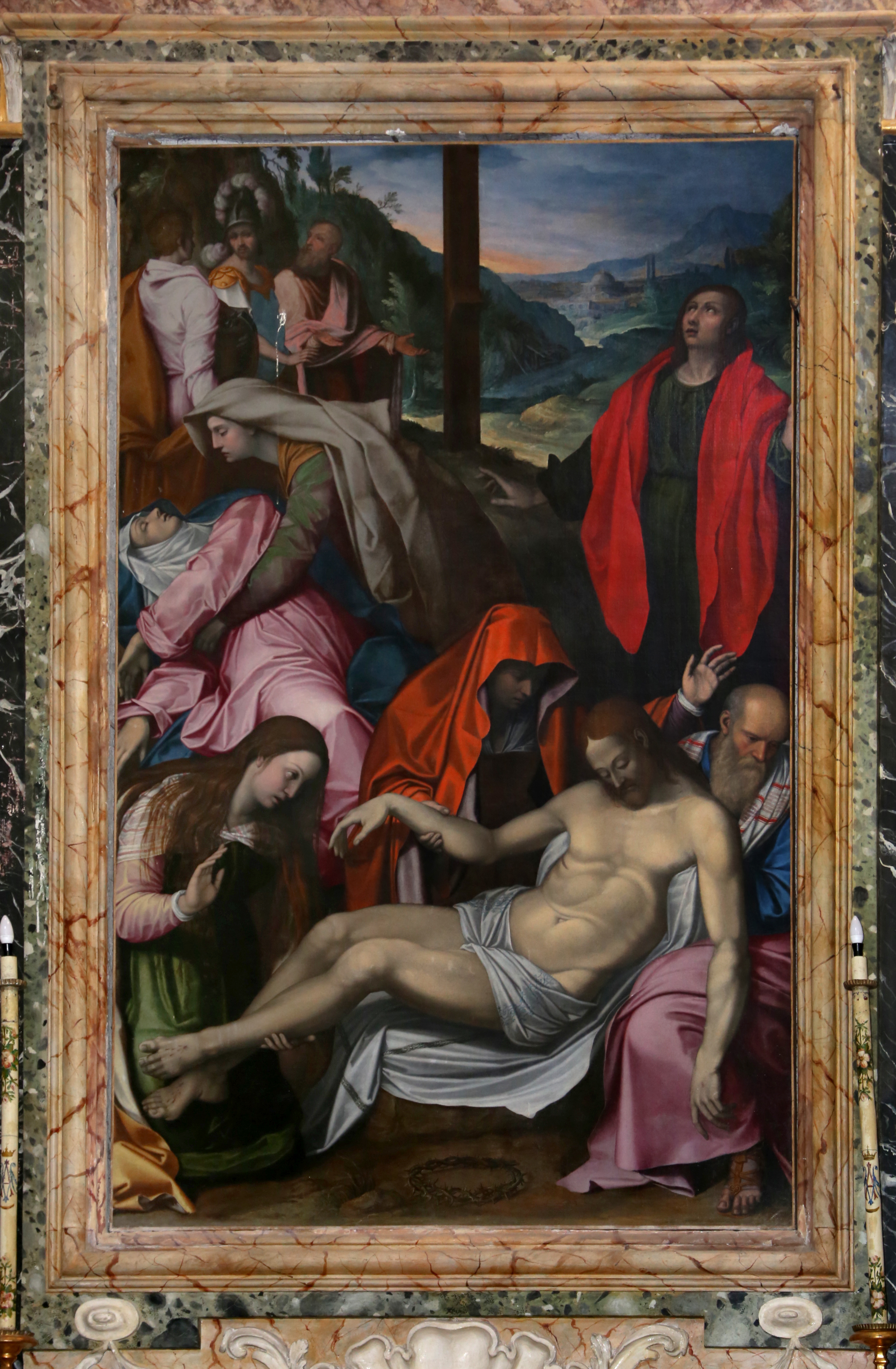
Снятие с креста. 1582. Церковь Сантиссима-Тринита, Витербо
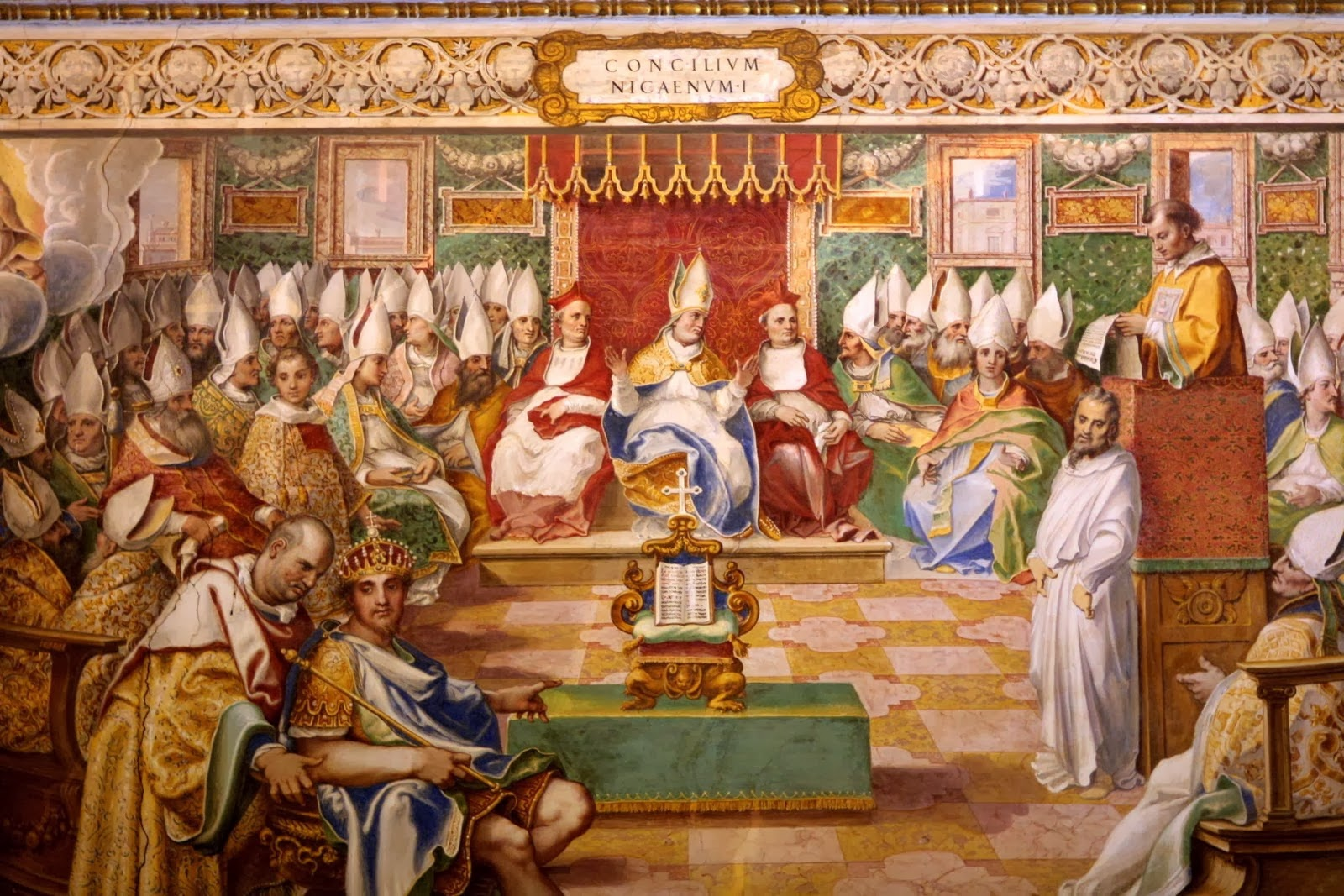
Первый Никейский собор. 1560
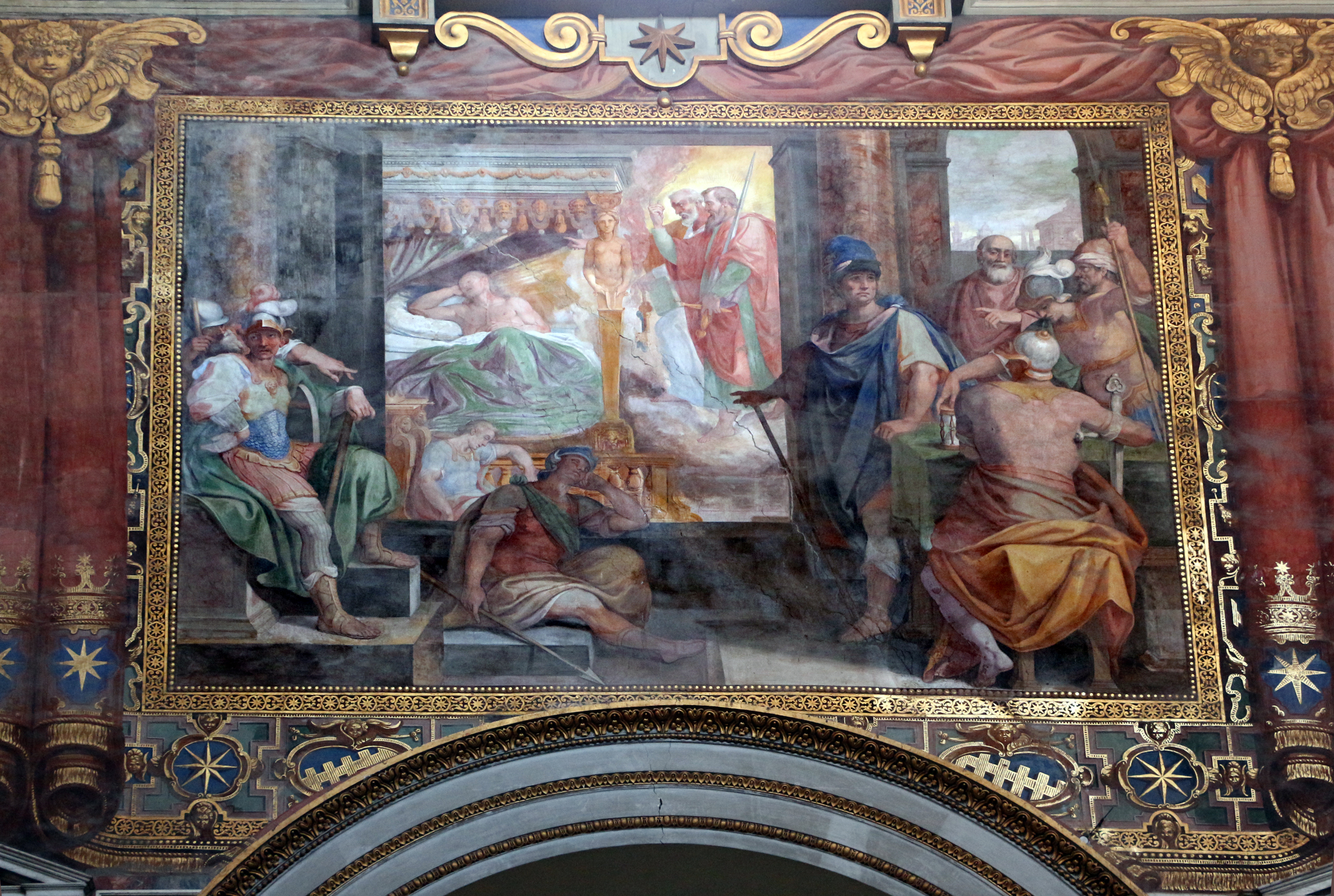
Сон Константина. 1597-1601. Фреска. Базилика  Сан-Джованни-ин-Латерано, Рим
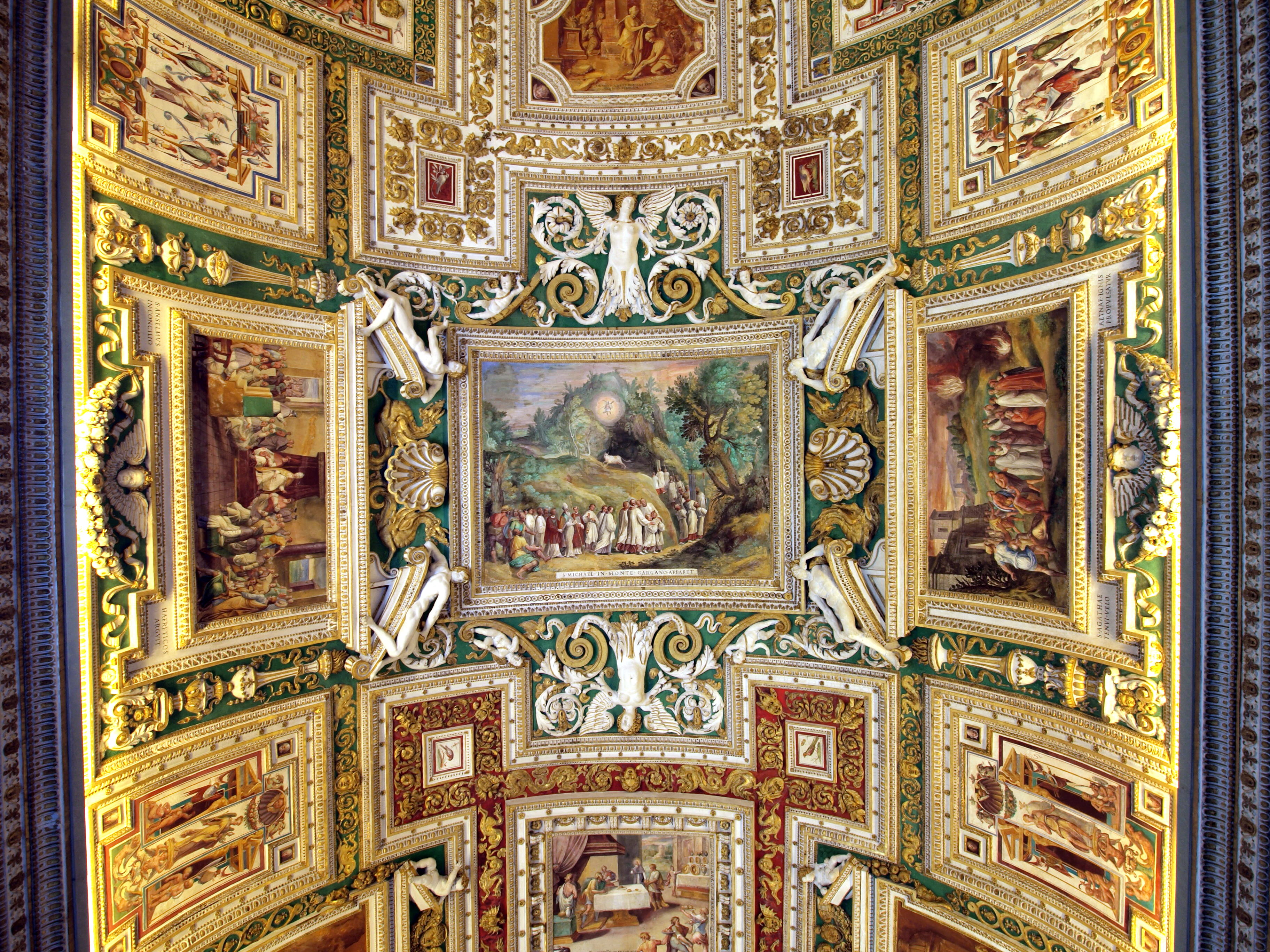
Роспись свода. Деталь Галерея географических карт, Апостольский дворец, Ватикан
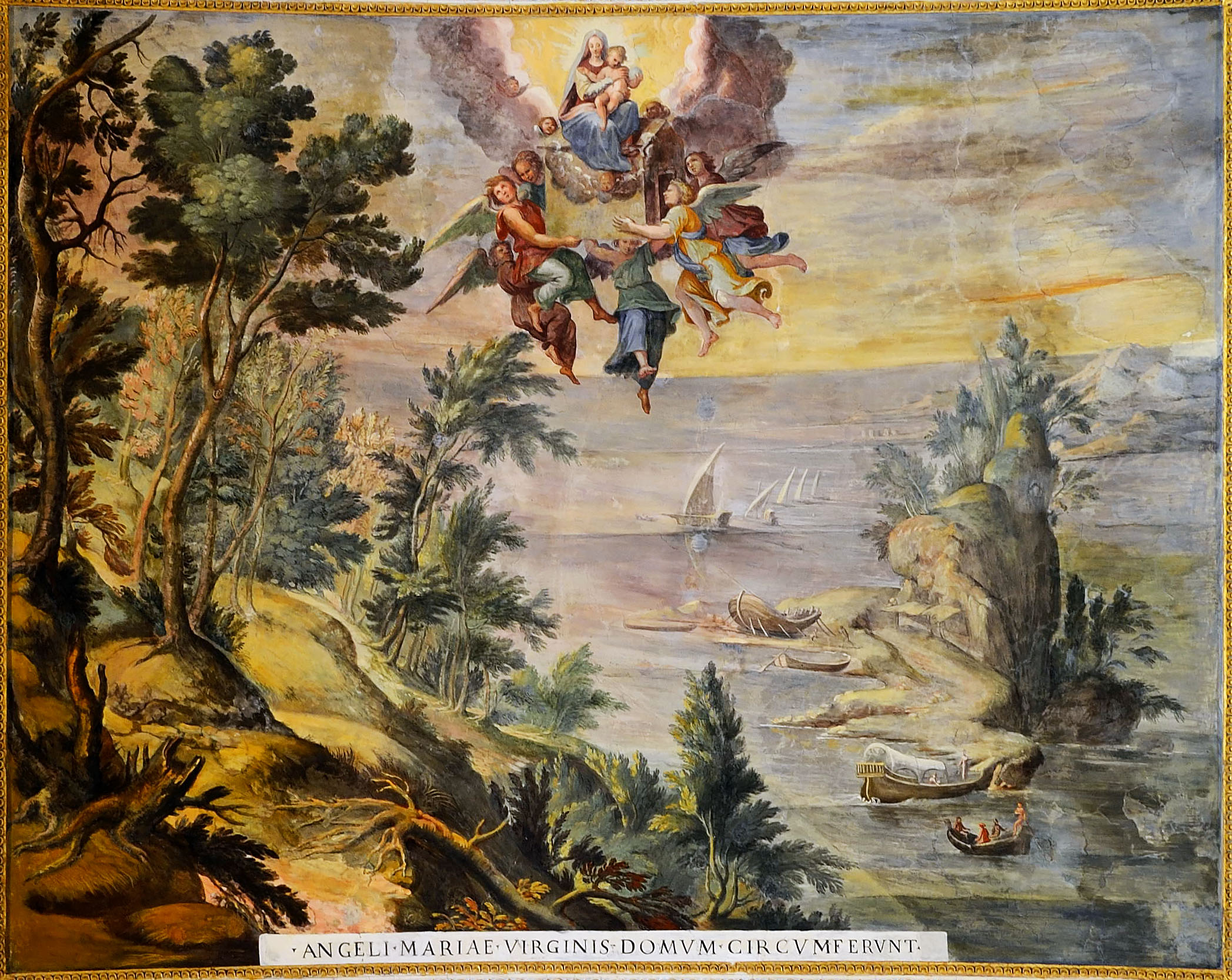
Чудо Святого дома в Лорето. 1581—1583. Фреска свода. Галерея географических карт, Апостольский дворец, Ватикан
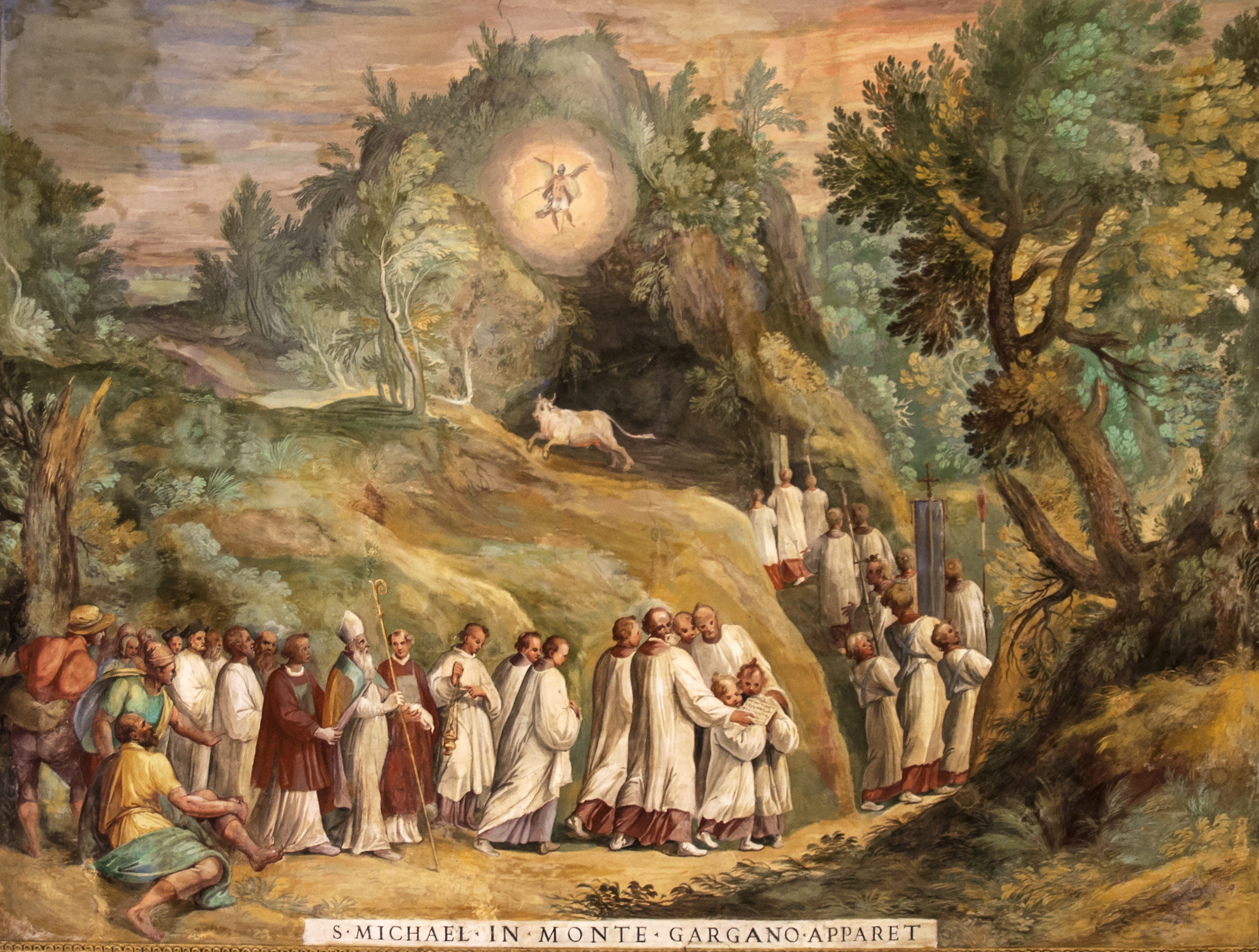
Явление Святого архангела Михаила на горе Гаргано. 1581—1583. Фреска свода. Галерея географических карт, Апостольский дворец, Ватикан
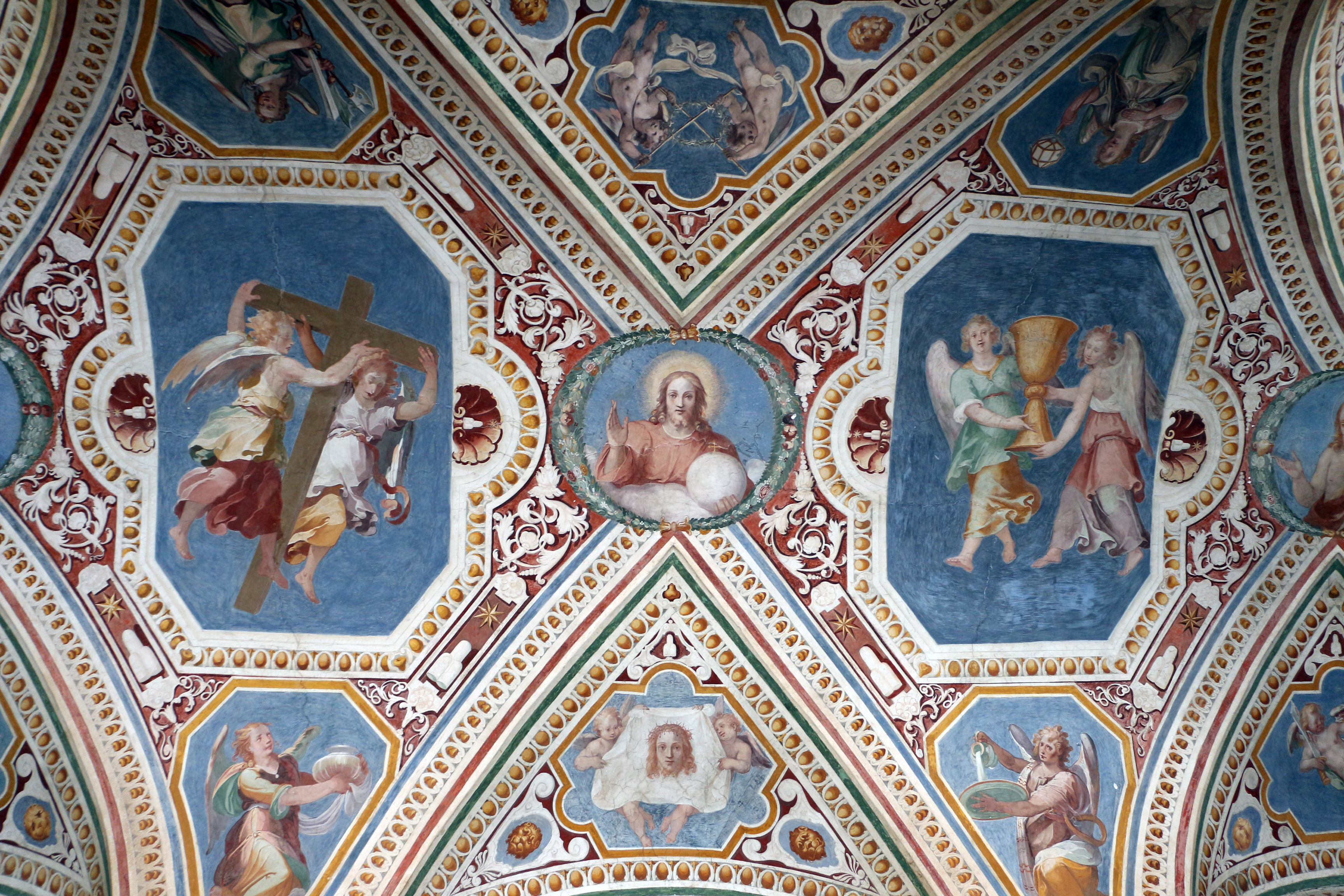
Фреска свода Скала-Санта. Деталь. 1587—1588. Рим